# فرانسيس (دوق قادس)
انفانتي فرانسيس من إسبانيا (بالإسبانية: Francisco de Asís María Fernando de Borbón)‏ (13 مايو 1822-17 أبريل 1902) كان ملك إسبانيا القرين الوحيد كونه زوج إيزابيل الثانية ملكة إسبانيا، وأيضا كان على غرار ذلك دوق قادس اللقب الذي استخدمه قبل زواجه.

## الأسرة
ولد فرانسيس في آرنخويث وكان الأبن الثاني (والأول الباقي على قيد الحياة) لـ إنفانتي فرانسيسكو دي باول من إسبانيا ومن زوجته الأميرة لويزا كارلوتا دي بوربون، سمي على القديس فرنسيس الأسيزي .
كانوا أجداد فرانسيس كارلوس الرابع ملك إسبانيا وماريا لويزا من بارما، وأما أجداده من ناحية والدته فرانشيسكو الأول ملك الصقليتين وماريا إيزابيلا من إسبانيا، وماريا إيزابيلا هي أبنة كارلوس الرابع و ماريا لويزا.
تزوج فرانسيس من إيزابيلا هي أبنة عمه في 10 تشرين الأول 1846، ولكن كان هناك أدلة على أن إيزابيلا تفضل الزواج من شقيقه الأصغر إنفانتي انريكي، دوق إشبيلية، واستطعا انجاب أثني عشر أبناً إلا أنه خسمة منهم وصلوا إلى سن البلوغ ومن بينهم انفانتي ألفونسو (الذي أصبح لاحقاً ملك إسبانيا).

## الحياة في وقت لاحق
بدأ من عام 1864 تصرف فرانسيس كـ رئيس لمجلس الملكة إسبانيا (Consejo del Reino) وفي عام 1868 خرج معها إلى المنفى في فرنسا واتخذ لقب في التخفي كونت موراتايا، ومع حلول عام 1870 فرانسيس وإيزابيلا قد انفصلا ودياً، ومع مرور الوقت أصبحوا أصدقاء حميمين، وبطبع لم تكن تتصرف كـ ملكة، ولكن مع إستعادة 1874 وضعت ابنهما ألفونسو الثاني عشر على العرش.
في عام 1881 فرانثيسكو أُقيم في القصر في ابيني-سور-سين (حاًليا قاعة المدينة) إلى أن توفي فيه عام 1902، وبطبع زوجته إيزابيل واثنين من بناته إيزابيلا و إيولاليا كانوا حاضرين في فراش الموت،  ودفنت جثته في الإسكوريال بـ مدريد، إسبانيا.